# Maro Ajemian
Maro Ajemian (9 juillet 1921 - 18 septembre 1978) est une pianiste américaine d'origine arménienne.
Elle étudie à la Juilliard School of Music et fait ses débuts dans les années 1940. Avec sa sœur, la violoniste Anahid Ajemian, elle se fait la championne de la musique contemporaine, créant plusieurs œuvres nouvelles de compositeurs américains : John Cage, Alan Hovhaness, Henry Cowell, Ernst Krenek, Lou Harrison, et Gunther Schuller.
Elle affectionnait particulièrement la musique de Hovhaness (un Arménien-Américain comme elle), et cofonda une association à New York, les Amis de la musique arménienne, qui organisait des concerts, par exemple à Town Hall. Ces concerts étaient appréciés de critiques tels que Lou Harrison, Virgil Thomson, et Olin Downes, et lancèrent la carrière de Hovhaness en le propulsant dans un cercle de lumière d'envergure nationale.
Maro Ajemian est morte d'une faiblesse de la valve cardiaque en 1978, à 57 ans.